# كيلي فيندلي
كيلي فيندلي (بالإنجليزية: Kelly Findley)‏ (8 سبتمبر 1970 بالولايات المتحدة - ) هو لاعب كرة قدم أمريكي في مركز الوسط. لعب مع Charlotte Eagles ‏.